# 口輪匝肌

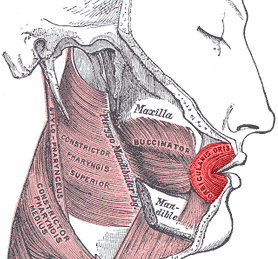
口輪匝肌

口輪匝肌是在嘴唇周圍形成環的肌肉。當其收縮時，嘴唇緊縮閉合並壓在牙齒上。當說話或噘嘴時，即會運用口輪匝肌。另有兩塊肌肉可使嘴唇張開。鼻子兩側各有一塊上唇提肌，將上唇提起；同樣地，下巴兩側各有一塊下唇降肌，將下唇往下拉。皆能調節嘴部的動作。

## 來源
〈人體學習百科〉 貓頭鷹出版社 
ISBN 957-9684-11-1

## 外部連結
- 解剖學(Anatomy)-肌肉(muscle)-Muscles of Facial Expression(顏面表情肌)（页面存档备份，存于）